# Jean-François Sirinelli
Pour les articles homonymes, voir Sirinelli.
Jean-François Sirinelli, né le 11 juin 1949 à Paris 8e, est un historien français. Il est professeur émérite des universités à l’institut d’études politiques de Paris.
Il est un spécialiste de l’histoire politique et culturelle de la France au XXe siècle.
Il a été directeur du Centre d’histoire de Sciences Po de 2000 à 2013. Il est notamment auteur de L'Histoire des droites en France, ouvrage collectif qu'il a dirigé.
C’est l’un des principaux représentants du versant politiste de l’histoire culturelle française, qu’il a contribué à développer par ses travaux sur l’histoire des intellectuels, la culture de masse et la France des années 1960.
Depuis 2018, il est vice-président du Comité d'histoire du ministère de la Culture et des institutions culturelles (dont il est membre depuis 1997).

## Biographie

### Origines et formation
Jean-François Sirinelli est le fils de Jean Sirinelli, universitaire spécialiste de littérature grecque classique, et de Pauline Marchioni (1926-2024), conférencière des musées nationaux. Il a deux frères : Pierre, universitaire, professeur en droit privé et sciences criminelles, et Dominique. Il est d'origine corse.
Ancien élève du lycée Buffon et du lycée Louis-le-Grand, il est diplômé des universités de Poitiers, où son mémoire de diplôme d'études supérieures (DES) porte sur "Les rois hellénistiques et la vie littéraire", et de Limoges.
Jean-François Sirinelli est agrégé d'histoire en 1973 (reçu 1er).
Le 6 janvier 1986, il soutient, à l'université Paris-Nanterre, sa thèse d’État, dirigée par René Rémond. Elle s'intitule Khâgneux et normaliens des années vingt : histoire politique d’une génération d’intellectuels (1919-1945) (XXI + 2117 p. dactyl.). Elle est publiée en 1988 chez Fayard sous le titre Génération intellectuelle : khâgneux et normaliens dans l'entre-deux-guerres.

### Carrière universitaire
Après l'obtention de l'agrégation, Jean-François Sirinelli est professeur en lycée à Boulogne-Billancourt (1973-1974) puis à Vincennes (1974-1975).
De 1975 à 1978, il est assistant au Centre d’analyse comparative des systèmes politiques de l’université Paris-I Panthéon-Sorbonne, où il travaille notamment avec Maurice Duverger.
De 1979 à 1987, il est assistant d'histoire contemporaine à l'université Paris-Nanterre.
En 1986, il est professeur à l'université Columbia, sur son campus de Paris.
De 1987 à 1998, il est professeur des universités en histoire contemporaine à l’université Lille-III Charles-de-Gaulle.
En 1997, il est professeur à l’Institute of French Studies de l’université de New York.
En 1998, il devient professeur des universités en histoire politique et culturelle du XXe siècle à l’Institut d’études politiques de Paris.
En 2000, il succède à Pierre Milza à la tête du Centre d’histoire de l’Europe au XXe siècle (CHEVS), renommé depuis en Centre d’histoire de Sciences Po. Il occupe ce poste jusqu'en 2013, année où il est remplacé par Marc Lazar.
Il est admis à faire valoir ses droits à la retraite en 2017, devenant ainsi professeur émérite.

### Responsabilités institutionnelles
De 1989 à 1995, il est président de l'Association des contemporanéistes de l'enseignement supérieur et de la recherche.
De 1994 à 1996, il est membre du Conseil supérieur des archives,.
De 1996 à 2007, il est membre du Conseil national des universités (section 22).
De 1996 à 2011, il est membre du conseil d'administration de la Fondation nationale des sciences politiques, en tant que professeur des universités (spécialité « histoire politique et sociale »).
Depuis 1997, il est membre, en tant que personnalité qualifiée, du Comité d'histoire du ministère de la Culture et des institutions culturelles, et il en est devenu le vice-président en 2018.
De 1998 à 2010, il est membre du conseil scientifique de l'École normale supérieure de Fontenay-Saint-Cloud.
En 1998, Jean-François Sirinelli et Claude Gauvard succèdent à René Rémond et Jean Favier à la direction de la Revue historique,.
De 1999 à 2005, il est membre du conseil scientifique de l'École française d'Athènes.
De 2000 à 2017, il a présidé le Comité français des sciences historiques, après en avoir été le vice-président (1996-2000). Depuis 2017, il en est le Président d'honneur.
Il fut également vice-président de l’Association pour le développement de l’histoire culturelle, dont il est toujours membre du bureau et du conseil d'administration.
De 2004 à 2007, il est membre du conseil scientifique de l'École nationale supérieure des sciences de l'information et des bibliothèques.
De 2005 à 2012, il est président du comité d'histoire de l'UNESCO.
En 2006, par arrêté du Ministre de l'Éducation nationale, de l'enseignement supérieur et de la recherche, il fait partie des universitaires appelés à présenter une liste de candidats en vue de la nomination du directeur de l'École française d'Athènes.
En 2007, il est nommé au sein de la Commission de réflexion sur la modernisation des commémorations publiques, présidée par André Kaspi.
En 2008, il est nommé membre du comité de réflexion sur le Préambule de la Constitution, présidé par Simone Veil.
En 2008, il est nommé au sein du jury des membres seniors de l'Institut universitaire de France.
Il est membre du Comité d'histoire de la ville de Paris et a co-dirigé, avec Claude Gauvard et Lucien Bély, la collection « Le Nœud gordien » aux Presses universitaires de France.
Il a été membre du conseil scientifique des Rendez-vous de l'histoire.
Il est membre des conseils scientifiques de l'Institut Georges-Pompidou, de l'Institut Pierre-Mendès-France et de la Fondation Valery Giscard d'Estaing.

## Apport à l'histoire culturelle et politique
Il a écrit de nombreux ouvrages. Il s’est en particulier fait remarquer pour ses analyses des relations et des engagements des intellectuels français, par exemple avec sa biographie croisée de Jean-Paul Sartre et Raymond Aron, Deux intellectuels dans le siècle (1996). Parmi ses thèmes de recherche, il a étudié la notion de génération, la France des années 1960 et les baby-boomers, l’épistémologie de l’histoire culturelle et de l’histoire du temps présent.

## Anciens étudiants
Jean-François Sirinelli a dirigé de nombreuses thèses de doctorat en histoire contemporaine, dont celles, notamment, de Jean-François Muracciole, Emmanuelle Loyer, Raphaëlle Branche, Ludivine Bantigny et Agnès Callu, et été le garant de plusieurs habilitations à diriger des recherches, dont celles, notamment, de Philippe Poirrier, de François Chaubet, de Paul Dietschy, de Laurent Martin, de Laurent Jalabert, de François Dosse, de Sébastien Laurent ou encore de Jacques Cantier.

## Vie privée
Marié depuis 1974, il est père de deux enfants : Jean (1974), agrégé de droit, professeur de droit public, et Marie (1977), diplômée de Sciences Po (1999), énarque (2003), maître des requêtes au Conseil d’État.

## Publications

### Travaux d’histoire politique
- La politique sociale du Général de Gaulle (direction avec Marc Sadoun et Robert Vandenbussche), Lille, Publications de l'institut de recherches historiques du Septentrion, 1990, 345 p.
- Jean-François Sirinelli (dir.), Histoire des droites en France, vol. 1 : Politique, Paris, Éditions Gallimard, coll. « NRF essais », 1992, XLV-794 p. (ISBN 2-07-072640-1, présentation en ligne).
- Jean-François Sirinelli (dir.), Histoire des droites en France, vol. 2 : Cultures, Paris, Éditions Gallimard, coll. « NRF essais », 1992, XI-771 p. (ISBN 2-07-072747-5).
- Jean-François Sirinelli (dir.), Histoire des droites en France, vol. 3 : Sensibilités, Paris, Gallimard, coll. « NRF essais », 1992, V-956 p. (ISBN 2-07-072748-3).

- Dictionnaire historique de la vie politique française au XXe siècle (direction), nouvelle édition actualisée, Presses universitaires de France, coll. « Quadrige / Dicos poche »  (ISSN 1762-7370), Paris, 2003 (1re éd. 1995), 1 280 p.  (ISBN 9782130525134)
- Cent ans de socialisme septentrional (direction avec Jean Vavasseur-Desperriers et Bernard Ménager), Lille, Publications de l'institut de recherches historiques du Septentrion, 1995, 428 p.
- Maurice Duverger (dir.) et Jean-François Sirinelli (dir.), Histoire générale des systèmes politiques, 4 tomes ; tome 1 : Jean Tulard (dir.), Les empires occidentaux, de Rome à Berlin, Paris, PUF, 1997 ; tome 2 : Yves-Marie Bercé (dir.), Les monarchies, Paris, PUF, 1997 ; tome 3 : Éric Bournazel (dir.) et Jean-Pierre Poly (dir.), Les féodalités, Paris, PUF, 1998 ; tome 4 : Serge Berstein (dir.), La démocratie libérale, Paris, PUF, 1998.
- Culture et action chez Georges Pompidou, actes du colloque organisé les 3 et 4 décembre 1998 par l’association Georges-Pompidou (direction avec Jean-Claude Groshens), Presses universitaires de France, coll. « Politique d’aujourd'hui »  (ISSN 0293-6755), Paris, 2000, 454 p.  (ISBN 2-13-050908-8)
- Aux marges de la République. Essai sur le métabolisme républicain, Presses universitaires de France, coll. « Le Nœud gordien »  (ISSN 1629-4920), Paris, 2001, 144 p.  (ISBN 9782130522249)
- Les Années Giscard. Institutions et pratiques politiques (1974-1978), actes de la journée d’études organisée par le Centre d’histoire de l’Europe du vingtième siècle et l’Institut pour la démocratie en Europe le 29 janvier 2002 avec la participation de Valéry Giscard d’Estaing (direction avec Serge Berstein et René Rémond), Librairie Arthème Fayard, collection « Nouvelles Études contemporaines »  (ISSN 1637-1585), Paris, 2003, 279 p.  (ISBN 2-213-61737-6)
- Les Années Giscard. Valéry Giscard d’Estaing et l’Europe (1974-1981), actes de la journée d’études du 26 janvier 2004 organisée par le Centre d’histoire de Sciences Po et l’Institut pour la démocratie en Europe avec la participation de Valéry Giscard d’Estaing (direction avec Serge Berstein), Armand Colin, Paris, 2005, 272 p.
- Michel Debré, Premier ministre (1959-1962), actes du colloque organisé les 14, 15 et 16 mars 2002 par le Centre d’histoire de Sciences Po (direction avec Serge Berstein et Pierre Milza), Presses universitaires de France, Paris, 2005, 690 p.  (ISBN 2-13-054404-5)
- Les Années Giscard. Les réformes de la société (1974-1981), actes de la journée d’études des 16 et 17 janvier 2006 au palais du Luxembourg organisée par le Centre d’histoire de Sciences Po et l’Institut pour la démocratie en Europe avec la participation de Valéry Giscard d’Estaing (direction avec Serge Berstein), Armand Colin, Paris, 2007, 296 p.  (ISBN 978-2-200-35036-9)
- Jacques Chaban-Delmas en politique (direction avec Bernard Lachaise et Gilles Le Béguec), actes du colloque des 18, 19 et 20 mai 2006 organisé à Bordeaux par le Centre aquitain d'histoire moderne et contemporaine et le Centre d'Histoire de Sciences Po, Presses universitaires de France, 2007, 504 p.
- Les Années Giscard. La politique économique (1974-1981) (direction avec Serge Berstein et Jean-Claude Casanova), Paris, Armand Colin, 2009, 192 p.
- La Ve République, PUF, Coll. "Que sais-je ?" Paris, 2009, 128 p.  (ISBN 978-2-13-057602-0)
- La Quatrième République et l'outre-mer français (direction avec Pascal Cauchy et Yvan Combeau), actes du colloque tenu au Centre d'histoire de Sciences Po les 29 et 30 novembre 2007, Paris, Publications de la Société française d’histoire des outre-mers, 2009, 154 p.
- Les années Giscard. Les institutions à l'épreuve ? 1978-1981 (direction avec Serge Berstein), Actes de la journée d'études, Palais du Luxembourg, Paris, 2 mars 2009, Paris, Armand Colin, 2010, 130 p.
- Comprendre la Ve République (direction avec Jean Garrigues et Sylvie Guillaume), Paris, PUF, Coll. "Hors collection" Paris, 2010, 544 p.  (ISBN 978-2-13-057829-1)
- Histoire de l'UDF : L'Union pour la démocratie française, 1978-2007 (direction avec Gilles Richard et Sylvie Guillaume), Presses universitaires de Rennes, 2013, 196 p.
- Le Parti socialiste unifié. Histoire et postérité (direction avec Noëlline Castagnez, Laurent Jalabert et Marc Lazar), Presses universitaires de Rennes, 2013, 336 p.
- Les révolutions françaises, 1962-2017, [Odile Jacob], Paris, 2017, 384 p.
- Vie et survie de la Ve République. Essai de physiologie politique, Odile Jacob, Coll. : « Histoire », Août 2018, 240 p.  (ISBN 9782738144959).

### Travaux d’histoire culturelle
- Les affaires culturelles au temps de Jacques Duhamel, 1971-1973 (direction avec Augustin Girard et Jean-Pierre Rioux), Paris, La Documentation française, 1995, 640 p.
- Pour une histoire culturelle (direction avec Jean-Pierre Rioux), Éditions du Seuil, coll. « L’Univers historique »  (ISSN 0083-3673), Paris, 1997, 455 p.  (ISBN 2-02-025470-0)
- L'Humanité, de Jaurès à nos jours (direction avec Christian Delporte, Claude Pennetier et Serge Wolikow), Nouveau Monde éditions, 2004, 420 p.
- Histoire culturelle de la France (direction avec Jean-Pierre Rioux), réédition, Éditions du Seuil, coll. « Points / Histoire »  (ISSN 0768-0457), Paris, 2005 (1re éd. 1997–1998), 4 vol.
- 60 ans d’histoire de l’UNESCO. Actes du colloque international, Paris 16-18 novembre 2005, Paris, Maison de l’UNESCO (en partenariat), 2007
- Culture et Guerre froide (direction avec Georges-Henri Soutou), Presses universitaires de la Sorbonne, 2008, 308 p.
- L'histoire culturelle en France et en Espagne (avec Benoît Pellistrandi), Madrid, Collection de la Casa de Velázquez, no 106, 2008
- Dictionnaire d'histoire culturelle de la France contemporaine, avec Christian Delporte et Jean-Yves Mollier, PUF, « Quadrige dicos poche »  (ISBN 978-2-13-056108-8), Paris, 2010, 928 p.
- Georges Pompidou et la culture (avec Elisa Capdevila), Peter Lang Editions, 2011, 253 p.

### Sur l’histoire des intellectuels
- Les Intellectuels en France de l’affaire Dreyfus à nos jours, avec Pascal Ory, 3e édition mise à jour, Éditions Perrin, coll. « Tempus »  (ISSN 1633-8294) no 73, Paris, 2004 (1re éd. 1986), 435 p.  (ISBN 2-262-02235-6) [présentation en ligne]
- Génération intellectuelle : khâgneux et normaliens dans l'entre-deux-guerres, Paris, Fayard, 1988, 721 p. (ISBN 2-213-02040-X, présentation en ligne), [présentation en ligne], [présentation en ligne]. Réédition : Génération intellectuelle : khâgneux et normaliens dans l'entre-deux-guerres, Paris, Presses universitaires de France, coll. « Quadrige » (no 160), 1994, 720 p. (ISBN 2-13-044685-X, présentation en ligne).
- Intellectuels et passions françaises. Manifestes et pétitions au XXe siècle, réédition, Éditions Gallimard, coll. « Folio / Histoire »  (ISSN 0764-6046) no 72, Paris, 1996 (1re éd. 1990), 592 p.  (ISBN 2-07-032919-4) [présentation en ligne]
- La Guerre d’Algérie et les Intellectuels français, Éditions Complexe, coll. « Questions au XXe siècle » no 26, Bruxelles, 1991 (1re éd. 1988), 405 p.  (ISBN 2-87027-377-0) [présentation en ligne]
- École normale supérieure. Le livre du bicentenaire (dir.), Paris, PUF, 1994, 480 p.
- Sartre et Aron, deux intellectuels dans le siècle, Hachette Littératures, coll. « Pluriel »  (ISSN 0296-2063) no 949, Paris, 1999 (1re éd. 1995), 395 p.  (ISBN 2-01-278949-8)
- L’Histoire des intellectuels aujourd’hui (direction avec Michel Leymarie), textes réunis avec la collaboration de Véronique Odul, Presses universitaires de France, Paris, 2003, 493 p.  (ISBN 2-13-053161-X)
- René Rémond, historien (direction avec Jean-Noël Jeanneney), Paris, Presses de Sciences Po, 2014, 152 p.  (ISBN 978-2-7246-1485-5)

### Sur la culture de masse
- La Culture de masse en France de la Belle Époque à nos jours (direction avec Jean-Pierre Rioux), rééd., Hachette Littératures, coll. « Pluriel »  (ISSN 0296-2063), Paris, 2007 (1re éd. 2002), 461 p.  (ISBN 2-01-279123-9)
- Culture de masse et culture médiatique en Europe et dans les Amériques, 1860-1940 (direction avec Jean-Yves Mollier et François Vallotton), Paris, PUF, 2006, 323 p.
- « L’événement-monde », Vingtième Siècle. Revue d’histoire  (ISSN 0294-1759), no 76, novembre-décembre 2002, p. 35-38  (ISBN 978-2-7246-2920-0) [lire en ligne] [présentation en ligne]

### Sur leXXesièclefrançais
- La France de 1914 à nos jours (dir.), 4e éd., Presses universitaires de France, coll. « Quadrige / Manuels »  (ISSN 0291-0489), Paris, 2004 (1re éd. 1993), 576 p.  (ISBN 9782130538431) [présentation en ligne]
- La France d’un siècle à l'autre (1914-2000). Dictionnaire critique, avec Jean-Pierre Rioux, Hachette Littératures, coll. « Pluriel »  (ISSN 0296-2063), Paris, 2002 (1re éd. 1999), 2 vol.  (ISBN 2-012-79094-1)
- Comprendre le XXe siècle français, Librairie Arthème Fayard, Paris, 2005, 527 p.  (ISBN 978-2-213-62608-6) [présentation en ligne]
- Désenclaver l'Histoire. Nouveaux regards sur le XXe siècle français, Paris, CNRS Editions, 2013, 192 p.
- La France de 1914 à nos jours, Paris, Presses universitaires de France, coll. « Quadrige », 2014, 672 p.  (ISBN 978-2-13-060830-1)
- Le siècle des bouleversements, de 1914 à nos jours, Paris, PUF, "Une histoire personnelle de la France", 2014, 328 p.
- Histoire de la civilisation française. Du Moyen Age à nos jours (Georges Duby, Robert Mandrou et Jean-François Sirinelli), Paris, Bouquins, 2025, 928 p.

### Sur la France des années 1960
- « La France des sixties revisitée », Vingtième Siècle. Revue d’histoire  (ISSN 0294-1759), no 69, janvier-mars 2001, p. 111-124  (ISBN 978-2-7246-2888-3) [lire en ligne] [présentation en ligne]
- « Des “copains” aux “camarades” ? Les baby-boomers français dans les années 1960 », Revue historique  (ISSN 0035-3264), no 626, avril-juin 2003, p. 817-836  (ISBN 9782130534914) [présentation en ligne]
- Les Baby-Boomers. Une génération (1945–1969), rééd., Hachette Littératures, coll. « Pluriel »  (ISSN 0296-2063), Paris, 2007 (1re éd. 2003), 324 p.  (ISBN 978-2-01-279371-2)
- Génération sans pareille. Les baby-boomers de 1945 à nos jours, Tallandier, 2016, 280 pages.

### Sur l’histoire du temps présent
- « Réflexions sur l’histoire et l’historiographie du XXe siècle français », Revue historique  (ISSN 0035-3264), no 635, juillet 2005, p. 609-626  (ISBN 9782130553021) [présentation en ligne]
- Faire des Européens ? L'Europe dans l'enseignement de l'histoire, de la géographie et de l'éducation civique (direction avec Alain Bergounioux, Pascal Cauchy et Laurent Wirth), Paris, Delagrave, 2006, 160 p.
- Dictionnaire de l'Histoire de France (dir.), Paris, Larousse, 2006, 1176 p.
- Les Vingt Décisives. Le passé proche de notre avenir (1965-1985), Librairie Arthème Fayard, Paris, 2007, 323 p.  (ISBN 978-2-213-62704-5) [présentation en ligne]
- L'Histoire est-elle encore française ?, Paris, CNRS Editions, 2011, 64 p.
- La France qui vient. Regards américains sur les mutations hexagonales (dir.), Paris, CNRS Éditions, 2014, 208 p.
- Ce monde que nous avons perdu. Une histoire du vivre-ensemble, Paris, Tallandier, 2021, 400 p.
- Le temps qui passe, la France qui change. Echos du monde d'avant, Paris, Odile Jacob, 2023, 336 p.

### Sur l’historiographie
- Les historiens français à l'œuvre, 1995-2010 (direction avec Pascal Cauchy et Claude Gauvard), Presses universitaires de France, coll. « Hors collection »  (ISBN 978-2-13-058498-8), Paris, 2010, 336 p.
- Les historiens français en mouvement (direction avec Pascal Cauchy, Claude Gauvard et Bernard Legras), Actes du Congrès du Comité Français des Sciences Historiques (Reims, 21-22 septembre 2012), Paris, PUF, 2015, 184 p.
- Sous sa direction et celle de Claude Gauvard, Dictionnaire de l'historien, PUF, 2015, 786 pages.
- Sous sa direction et celle de Yann Potin, Générations historiennes, XIXe – XXIe siècle, CNRS Éditions, 2019, 800 pages.

### Contribution à des ouvrages collectifs
- "Les intellectuels et Pierre Mendès France : un phénomène de générations ?", in François Bédarida (dir.) et Jean-Pierre Rioux (dir.), Pierre Mendès France et le mendésisme, Paris, Fayard, 1985
- "La khâgne", in Pierre Nora (dir.), Les lieux de mémoire, tome II, La Nation, vol. 3, Paris, Gallimard, 1986, pp. 589-624
- « Les intellectuels », in René Rémond (dir.), Pour une histoire politique, Paris, Éditions du Seuil, 1988, p. 199-231
- « Les intellectuels français au temps de la guerre froide : entre communisme et gaullisme ? », in Stéphane Courtois et Marc Lazar (dir.), 50 ans d’une passion française. De Gaulle et les communistes, Paris, Balland, 1991, pp. 257-268
- «Une histoire des droites en France", in Denis Peschanki et al., Histoire politique et sciences sociales, Bruxelles, Editions Complexe, 1991, pp. 125-140
- « Des boursiers conquérants ? École et « promotion républicaine » sous la IIIe République », in Serge Berstein (dir.) et Odile Rudelle (dir.)., Le modèle républicain. Presses universitaires de France, 1992, p. 243-262.
- (avec Bernard Guénée), « L'histoire politique » ; (avec Michel Sot), « L'histoire culturelle », in L'histoire et le métier d'historien en France, 1945-1995, François Bédarida (dir.), Paris, Editions MSH, 1995, p. 301-313 ; p. 339-351.
- « Mauriac, un intellectuel engagé sous la IVe République », in André Séailles (dir.), François Mauriac entre la gauche et la droite, Actes du colloque de la Sorbonne, 1994, Paris, Klincksieck, 1995
- « Paris au cœur du débat Est-Ouest », in Antoine Marès et Pierre Milza (dir.), Le Paris des étrangers depuis 1945, Paris, Publications de la Sorbonne, 1995
- « Pour une histoire des cultures politiques », in Claude-Isabelle Brelot et Jean-Luc Mayud (dir.), Voyages en histoire. Mélanges offerts à Paul Gerbod, Annales littéraires de l'Université de Besançon, Les Belles Lettres, 1995
- « Pierre Mendès France et la culture politique républicaine », in Collectif, Pierre Mendès France et l'esprit républicain, actes du colloque à l'Assemblée nationale du 17 juin 1994, actes du colloque à l'université de Tel-Aviv - département d'histoire du 8 au 10 novembre 1992, Paris, Le Cherche midi, 1996, pp. 122-129
- « Les intellectuels français et la guerre d'Algérie : une nouvelle affaire Dreyfus ? », in Michel Leymarie, La postérité de l'affaire Dreyfus, Lille, Presses Universitaires du Septentrion, 1998
- « De la demeure de l'agora. Pour une histoire culturelle du politique », in Serge Berstein et Pierre Milza (dir.), Axes et méthodes de l'histoire politique, Paris, PUF, 1998
- « Au cœur de la mutation française », in Geneviève Dreyfus-Armand, Robert Frank, Marie-Françoise Lévy, Michelle Zancarini-Fournel (dir.), Les années 68. Le temps de la contestation, Bruxelles, Complexe, Paris, IHTP, 2000
- « Aux marges de la démocratie. De l'agora à la place des pas perdus », in Marc Sadoun (dir.), La démocratie française, t. II, Paris, Gallimard, 2000, p. 224-308
- « Générations et stéréotypes nationaux: le cas de la génération du baby-boom », in Jean-Noël Jeanneney (dir.), Une idée fausse est un fait vrai : les stéréotypes nationaux en Europe, Paris, Odile Jacob, 2000
- « L'historien et les cultures politiques », in Daniel Cefaï (dir.), Les cultures politiques, Paris, PUF, 2001
- "1962 : Relève de génération et changement de configuration de l'histoire", in Robert Vandenbussche et Alain-René Michel (dir.), L'idée de paix en France et ses représentations au XXe siècle, Lille, Publications de l’Institut de recherches historiques du Septentrion, 2001
- « Un intellectuel libéral en guerre froide : Raymond Aron », in Mélanges de l’École française de Rome, t.114, 2002
- « Le retour du politique », in Écrire l'histoire du temps présent. Étude en hommage à François Bédarida, Actes de la journée d'études de l'IHTP, Paris, CNRS, 14 mai 1992, Paris, CNRS Éditions, 2004, p. 263-274.
- « François Bédarida », « François Goguel », « Jean Touchard », in Dictionnaire biographique des historiens français et francophones, sous la direction de Christian Amalvi, Paris, Boutique de l’Histoire, 2004
- « La khâgne et la discipline historique : un conservatoire ? », in Ludivine Bantigny, Aline Benain, Muriel Le Roux (dir.), Printemps d’Histoire. La khâgne et le métier d’historien. Pour Hélène Rioux, Paris, Perrin, 2004
- « Le contexte des années 70 : la France du cœur des “Vingt Décisives” », in Femmes et pouvoir (XIXe – XXe siècles), Paris, Sénat, « Les colloques du Sénat», 2004
- « 1871 », in Alain Corbin (dir.), 1515 et les grandes de l’histoire de France, Paris, Le Seuil, 2005
- « Les ‘petits camarades’ », in Mauricette Berne, Sartre, Bibliothèque nationale de France, 2005
- « Histoire culturelle et histoire politique, forcément reliées», in Laurent Martin et Sylvain Venayre (dir.), L’histoire culturelle du contemporain, Actes du colloque de Cerisy, Paris, Nouveau Monde Éditions, 2005
- "La jeunesse, du milieu des années cinquante aux années soixante : entre subculture et groupe social en France et en Allemagne ?" in Hélène Miard-Delacroix and Rainer Hudemann, Wandel und Integration : Deutsch-französische Annäherungen der fünfziger Jahre, R. Oldenbourg Verlag, 2005
- "Les temps modernes" in Lawrence D. Kritzman, The Columbia History of Twentieth-Century French Thought, Columbia University Press, 2006
- « Des vingtiémistes stimulés et enhardis », in Maurice Agulhon, Annette Becker, Évelyne Cohen (dir.), La République en représentations : autour de l'œuvre de Maurice Agulhon, Paris, Publications de la Sorbonne, 2006
- « Bonapartisme », « Intellectuels », « Raymond Aron », « Jean-Paul Sartre » in Claire Andrieu, Philippe Braud et Guillaume Piketty (dir.), Dictionnaire de Gaulle, Paris, Robert Laffont, 2006
- « L’écrivain dans l’histoire au XXe siècle », in Patrick Berthier et Michel Jarrety, Histoire de la France littéraire : Tome 3, Modernités XIXe et XXe siècles, Paris, PUF, 2006
- « Histoire des intellectuels », in Sylvie Mesure et Patrick Savidan (dir.) Dictionnaire des sciences humaines, Paris, PUF, 2006
- « L’institutionnalisation de la culture en question", in Bernadette Dufrêne (dir.), Centre Pompidou, 30 ans d’histoire, Paris, Éditions du Centre Pompidou, 2007
- « Baby-boomers », in Jean Garrigues (dir.), La France de la Ve République : 1958-2008, Paris, Armand Colin, 2008
- « La Rémondie », in Marie-Odile Germain (dir.), René Rémond, un historien dans le siècle, Fayard - Bibliothèque nationale de France, 2009
- "Os intelectuais do final do século XX: abordagens históricas e configurações historiográficas" in Cecilia Azevedo, Denise Rollemberg, Maria Fernanda Bicalho, Paulo Knauss, Samantha Viz Quadrat, Cultura política, memória e historiografia, Fundação Getulio Vargas, 2009
- "La trace et la place" in François Broche, Georges Caitucoli et Jean-François Muracciole, Dictionnaire de la France Libre, Paris, Robert Laffont, 2010
- « Une grande dame », in Julie Claustre, Olivier Mattéoni et Nicolas Offenstadt (dir.), Un Moyen Âge pour aujourd'hui : Mélanges offerts à Claude Gauvard, Paris, PUF, 2010
- "Quelle identité pour l'histoire culturelle ?" in Evelyne Cohen, Pascale Goetschel, Laurent Martin et Pascal Ory (dir.), Dix ans d'histoire culturelle, Villeurbanne, Presses de l'ENSSIB, 2011
- "La France de 1968 : entre le "monde d'avant" et la société post-industrielle" in Bernard Lachaise, Gilles Richard et Jean Garrigues, Les territoires du politique. Hommages à Sylvie Guillaume, Rennes, Presses Universitaires de Rennes, 2012
- "1973–1974: la fin des "Trente Glorieuses“, mais le cœur des "Vingt Décisives“ in Bernhard Gotto, Horst Möller, Jean Mondot and Nicole Pelletier, Krisen und Krisenbewusstsein in Deutschland und Frankreich in den 1960er Jahren, R. Oldenbourg Verlag, 2012
- "Dans le malheur du monde : les bruits et les fureurs de la culture-monde" in Antoine Marès et Marie-Pierre Rey, Mémoires et émotions. Au cœur de l'histoire des relations internationales, Paris, Editions de la Sorbonne, 2014
- "La question du français dans les sciences sociales" in Bertrand Collomb, La France dans le monde. Tome 1 : une puissance moyenne ?, Paris, Hermann, 2014, pp. 149-162
- "The Fifth Republic and its Presidents" in Gabriel Goodliffe et Riccardo Brizzi, France after 2012, Berghahn Books, 2015
- "Les glissements progressifs du regard. Pour une histoire des stéréotypes", in Jean-Paul Pellegrinetti (dir.), La Méditerranée en passion : mélanges d'histoire contemporaine offerts à Ralph Schor, Paris, Classiques Garnier, 2015
- «Les intellectuels : une influence en temps de guerre ? », in Jean Baechler et Frédéric Ramel (dir.), L'Arrière, Paris, Hermann, 2017
- « Georges Pompidou et une nouvelle jeunesse », in Christine Manigand (dir.) et Vivien Richard (dir.), La présidence de Georges Pompidou. Dans l'intimité du pouvoir, Paris, Nouveau Monde Éditions, 2019, p. 141-145.
- "L'éphémère fortune du cartiérisme" in Pierre Singaravélou (dir.), Colonisations. Notre histoire, Paris, Editions du Seuil, 2023, p. 325-327.
- "Mai 1968" et "Les Trente Glorieuses" in Christine Manigand (dir.) et Olivier Sibre (dir.), Le dictionnaire Pompidou, Paris, Robert Laffont, 2024, pp. 419-423 et 652-656.
- "La nostalgie n'est-elle plus ce qu'elle était?" in Jean Birnbaum (dir.), C'était mieux demain? Actualité de la nostalgie, Paris, Folio, Gallimard, 2024, pp. 145-161.

### Ouvrages préfacés
- L'intellectuel et ses miroirs romanesques: 1920-1960, Jacques Deguy, Lille, Presses Universitaires de Lille, 1993
- De l'acculturation du politique au multiculturalisme : sociabilités musicales contemporaines, Ludovic Tournès (dir.), Paris, Honoré Champion, 1999
- Le grand débat : les universitaires français, historiens et géographes, et les pays communistes de 1945 à 1991, Laurent Jalabert, Toulouse, Éditions du GHRI, 2001
- L’État et l'architecture : 1958-1981 : une politique publique ?, Eric Lengereau, Paris, Picard, 2001
- Histoire culturelle des relations internationales, Denis Rolland (coord.), Paris, CHEVS-L’Harmattan, 2004
- Paul Reynaud. Un indépendant en politique (1878-1966), Thibault Tellier, Paris, Fayard, 2005
- Les éditions des femmes : histoire des premières années, 1972-1979, Bibia Pavard, Paris, L'Harmattan, 2005
- La London School of Economics et le Welfare State : science et politique, 1940-1979, Marie Scot, Paris, L'Harmattan, 2005
- La politique culturelle française et la diplomatie de la langue : l'Alliance Française, 1883-1940, François Chaubet, Paris, L'Harmattan, 2006
- Jeunesse oblige. Histoire des jeunes en France, XIXe – XXIe siècle, Ludivine Bantigny (dir.) et Ivan Jablonka (dir.), Paris, Presses universitaires de France, 2009
- L'architecture de la République : les lieux de pouvoir dans l'espace public, 1792-1981, Jean-Yves Andrieux, Paris, SCEREN-CNDP, 2009
- Pierre Mendès France : héritage colonial et indépendances, Maria Romo-Navarrete, Paris, PUPS, 2009
- Le Figaro littéraire : vie d'un hebdomadaire politique et culturel (1946-1971), Claire Blandin, Nouveau Monde éditions, 2010, 655 p.
- Gaëtan Picon (1915-1976) : esthétique et culture, Agnès Callu, Paris, Honoré Champion, 2011
- Si je veux, quand je veux. Contraception et avortement dans la société française (1956-1979), Bibia Pavard, Presses universitaires de Rennes, 2012, 360 p.
- Sartre et Benny Lévy : une amitié intellectuelle, du maoïsme triomphant au crépuscule de la révolution, Sébastien Repaire, Paris, L'Harmattan, 2013
- Le football dans Paris et ses banlieues de la fin du XIXe siècle à 1940 : un sport devenu spectacle, Julien Sorez, Rennes, Presses Universitaires de Rennes, 2013
- Les études et la guerre : les normaliens dans la tourmente (1939-1945), Stéphane Israël, Paris, Editions de la Rue d'Ulm, 2014
- Culture et immigration : de la question sociale à l'enjeu politique, 1958-2007, Angéline Escafré-Dublet, Rennes, Presses Universitaires de Rennes, 2014
- Mémoires des guerres : le Centre-Val de Loire, de Jeanne d'Arc à Jean Zay, Pierre Allorant (dir.) et Noëlline Castagnez (dir.), Rennes, Presses universitaires de Rennes, 2015
- Guerre d’Algérie : les combattants français et leur mémoire, Jean-Charles Jauffret, Paris, Odile Jacob, 2016
- L'administration des institutions culturelles en France et en Italie - Approches comparées (des années 1860 à la Libération), Jean-Yves Frétigné (dir.) et Aurélien Poidevin (dir.), Presses universitaires de Rouen et du Havre, 2020
- Quand les socialistes français se souviennent de leurs guerres. Mémoire et identité (1944-1995), Noëlline Castagnez, Rennes, Presses Universitaires de Rennes, 2021
- Avec Jean-Yves Mollier, Histoire de L'Harmattan. Genèse d'un éditeur au carrefour des cultures (1939-1980), Denis Rolland, Paris, Éditions L'Harmattan, 2022, 443 p.

## Distinctions

### Récompenses
- 1989 : grand prix Gobert, décerné par l’Académie française, pour Génération intellectuelle
- 1989 : Prix Maurice-Baumont, décerné par l’Académie des sciences morales et politiques, pour Génération intellectuelle

### Décorations
- Chevalier de la Légion d'honneur, promotion du 1er janvier 2012
- Chevalier de l'ordre national du Mérite, décret du 14 novembre 1996[39]